# تاكاأكي هاراغايا
تاكاأكي هاراغايا (باليابانية: 針谷 岳晃) (مواليد 15 أكتوبر 1998)، هو لاعب كرة قدم سابق كان يلعب كلاعب وسط.

## وصلات خارجية
- تاكاأكي هاراغايا على موقع رابطة كرة القدم اليابانية للمحترفين (اليابانية)
- تاكاأكي هاراغايا على موقع قاعدة بيانات كرة القدم.إي يو (الإنجليزية)
- تاكاأكي هاراغايا على موقع Soccerway.com (الإنجليزية)
- تاكاأكي هاراغايا على موقع عالم كرة القدم.نت (الإنجليزية)